# Томашница
Томашница — река в России, протекает в протекает по Харовскому району Вологодской области. Устье реки находится в 9 км от устья Верхней Кизьмы по правому берегу. Длина реки составляет 16 км.
Исток Томашницы расположен близ границы с Вожегодским районом в 11 км к северу от деревни Поповка. Течёт на юго-восток по лесной, ненаселённой местности. Впадает в Верхнюю Кизьму выше деревни Бугра.

## Данные водного реестра
По данным государственного водного реестра России относится к Двинско-Печорскому бассейновому округу, водохозяйственный участок реки — озеро Кубенское и реки Сухона от истока до Кубенского гидроузла, речной подбассейн реки — Сухона. Речной бассейн реки — Северная Двина.
Код объекта в государственном водном реестре — 03020100112103000005986.